# Принц (місячний кратер)
Кр́атер Принц (лат. Prinz) — залишки великого ударного кратера в Океані Бур на видимому боці Місяця. Назву присвоєно в честь німецько-бельгійського астронома Вільгельма Принца (1857—1910) й затверджено Міжнародним астрономічним союзом у 1935 році. Утворення кратера відбулось у ранньоімбрійському періоді.

## Опис кратера

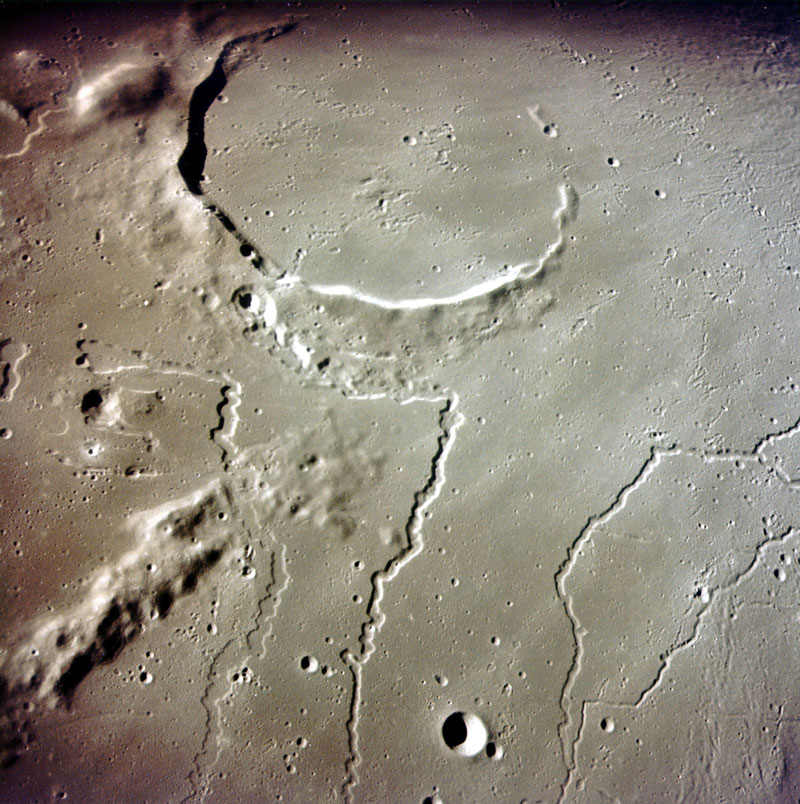
Околиці кратера Принц. Світлина з борта Аполлона 15 (південь вгорі).

Найближчими сусідами кратера є кратер Вяйсала на заході; кратер Тосканеллі на північному заході; кратери Віра та Іван на північному сході; кратер Аристарх на заході південному заході. На заході від кратера Принц знаходяться борозни Аристарха; на заході північному заході — уступ Тосканеллі; на півночі — борозни Принца; на сході північному сході — гори Гори Гарбінгер. Селенографічні координати центру кратера 25°29′ пн. ш. 44°08′ зх. д. / 25.49° пн. ш. 44.14° зх. д., діаметр 46,1 км, глибина 1020 м.
Кратер Принц має полігональну форму і затоплений темною базальтовою лавою над поверхнею якої виступає лише вершина валу з найбільшою висотою 1000 м. Південна частина валу повністю занурена під поверхню лави, західна частина ледве підноситься над нею та має декілька розривів. Від східної частини валу кратера відходить масивний хребет, що є частиною Гір Гарбінгер. Місцевість навколо кратера і його чаша відзначені безліччю світлих променів від кратера Аристарх.

## Сателітні кратери
- Сателітний кратер Принц A у 1976 році перейменовано Міжнародним астрономічним союзом на кратер Віра[de].
- Сателітний кратер Принц B у 1976 році перейменовано Міжнародним астрономічним союзом на кратер Іван[de].